# Vaterita
La vaterita és un mineral de la classe dels carbonats, polimorf de la calcita i de l'aragonita. Va ser descoberta l'any 1911 al comtat d'Antrim (Irlanda). Rep el seu nom de Heinrich Vater (1859-1930), professor de mineralogia i química alemany.

## Característiques
La vaterita, amb fórmula (CaCO₃), és un carbonat de calci hidratat i sense anions addicionals. També es coneix com a carbonat de mu-calci (μ-CaCO₃) i té un nombre JCPDS de 13-192. La vaterita, com l'aragonita, és la fase metaestable de carbonat de calci en les condicions ambientals de la superfície de la terra. Té una alta solubilitat en aigua, per tant si s'exposa a l'aigua es converteix en calcita (a baixa temperatura) o aragonita (a alta temperatura ~60 °C). Pot aparèixer en els càlculs urinaris. No és infreqüent com biomineral. Normalment és incolora, de forma esfèrica i de diàmetre petit de 0,05 a 5 μm. Cristal·litza en el sistema hexagonal.
Segons la classificació de Nickel-Strunz, la vaterita pertany a «05.AB: Carbonats sense anions addicionals, sense H₂O, alcalinoterris (i altres M2+)» juntament amb els següents minerals: calcita, gaspeita, magnesita, otavita, rodocrosita, siderita, smithsonita, esferocobaltita, ankerita, dolomita, kutnohorita, minrecordita, aragonita, cerussita, estroncianita, witherita, huntita, norsethita, alstonita, olekminskita, paralstonita, baritocalcita, carbocernaita, benstonita i juangodoyita.

## Formació i jaciments
És un dels constituents principals d'un complex hidrogel de silicat de calci carbonatat, format a partir de la larnita. És un mineral formador de roques a baixa temperatura per hidratació de silicats càlcics metamòrfics en presència d'atmosfera de CO₂, en marbres i conglomerats lleugerament metamorfitzats, així com formant crostes a la intempèrie. Sol trobar-se associada a altres minerals com: calcita, aragonita, torbernita, hidrogranats o caolinita.